# Biljne boje
Biljne boje su obojene organske tvari, vezane za plastide u biljnim stanicama (na primjer klorofil, karoten, ksantofil) ili za stanične sokove (flavoni, antocijani). Fiziološki su važne za život biljke, a postoje i one kojima uloga nije razjašnjena. Neke su služile za bojenje raznih predmeta (na primjer brazilin, hematoksilin). U našem su se narodu osobito upotrebljavale žute boje, koje su se dobivale iz korijena žutike i kore ruja. Tehnički najvažnije biljne boje (na primjer indigo, alizarin) ne dobivaju se više iz biljaka već se sintetiziraju.

## Prirodna bojila
Prirodna bojila su bojila koja se dobivaju izdvajanjem biljnih ili životinjskih sastojaka, na primjer iz sadnica u cvatu (prirodni indigo), korijenja, lišća, puževa (purpur), insekata (karmin) i tako dalje. U bojenju tekstila prirodna bojila imaju danas ograničenu važnost, a više se upotrebljavaju za bojenje živežnih namirnica, kozmetičkih i farmaceutskih proizvoda. Prirodna bojila, iako su prva otkrivena, ukupno su iskorištena u vrlo maloj količini, jer su skupa i slabije učinkovitosti. 
Prirodna bojila su obojeni organski spojevi koji se nalaze u stanicama biljaka i životinja, te u mikroorganizmima. Prirodna bojila mogu se u njima nalaziti u slobodnom obliku (kurkumin) ili u spoju sa šećerom i bjelančevinama. Neka su bojila (indigo, antikni purpur) bezbojna, pa se od njih dobiva obojen spoj oksidacijom, fermentacijom ili fotokemijskim postupkom.
Pigment (lat. pigmentum: boja) je tvar različita kemijska sastava koja je nositelj boje u živih organizama. Nalaze se u stanicama u obliku zrnaca, kapljica i kristala; često su vezani na bjelančevine. Važni su za život biljaka, životinja i čovjeka. Podrijetlo im je dvojako: stvoreni su u protoplazmi specijalnih stanica kao endogeni pigmenti (plastidi) ili dospijevaju u stanice infiltracijom kao egzogeni pigmenti. Najrašireniji su pigmenti: porfirini (klorofil, hemoglobin, citokromi i drugi), karotenoidi (žuti ksantofili i narančasti do narančastocrveni karoteni, koji se nalaze u različitim tkivima biljaka, praživotinja, spužava, mahovnjaka, ježinaca, kralježnjaka, te fukoksantin u smeđih i nekih drugih alga), fikobilini (fikoeritrin i fikocijan), antocijani (crvene, ljubičaste i plave boje) te njihove bezbojne modifikacije leukoantocijanidini (bijela boja latica), flavoni i flavonoidi (žute boje poznate i pod nazivom antoksantini; nalaze se u listovima, cvjetovima i plodovima biljaka, a dolaze i u nekih vrsta kukaca i ježinaca). U vakuolama većine biljaka reda Caryophyllales nalaze se crveni ili žuti betalaini, koji u svojoj molekuli sadrže dušik: betanidin u korijenu cikle, filokaktin u biljkama roda Phyllocactus, žuti pigment u zapadnoindijske opuncije. Takav je i amanitin, crveni pigment u otrovne gljive crvene muhare. U biljnom svijetu rašireni su i kinoni (primjerice smeđa jesenja boja listova kruške), a dolaze i u unutarnjim organima ježinaca i kukaca (naftokinoni). U perju, dlakama i koži životinja i čovjeka nalaze se  melanini. Kod patoloških stanja pigmenti mogu biti abnormalno pojačani (na primjer kod žutice) ili ih nema (albinizam). Raspodjela pigmenata na površini (koži) ljudskoga, životinjskoga ili biljnoga organizma naziva se pigmentacija.

### Klorofil
Klorofil (C.I. 75810), smjesa je plavozelenog klorofila (a), C55H7205N4Mg, i žutozelenog klorofila (b), C55H7006N4Mg, najčešće u omjeru a:b = 2,5 ± 0,5. Klorofili a i b nalaze se vezani u kloroplastima zelenih dijelova svih biljaka s karotenoidima na lipoproteinskom nosaču. Neke biljke sadrže samo klorofil a ili samo klorofil b. Čisti klorofil a, u tankim, zelenim, šesterostranim pločicama, talište od 117 do 120 °C, može se dobiti kristalizacijom iz otopine u acetonu. Čisti klorofil b, u zelenim prizmama, talište od 120 do 130°C, može se dobiti kristalizacijom iz otopine u kloroformu i metanolu. U većim količinama klorofil se nalazi u lucerni ili plavoj djetelini (lat. Medicago sativa), u više vrsta kopriva (lat. Urtica dioica, U. urens), u divljem kupusu (lat. Brassica oleráceo) i mnogim drugim biljkama.
Klorofil otopljen u mastima i uljima upotrebljava se za bojenje sapuna, vegetabilnih, mineralnih i eteričnih ulja, voskova i farmaceutskih masti. U fotosintezi služi kao katalizator, a u fotografskom materijalu za apsorpciju infracrvenog zračenja. Služi i kao reagens za dokazivanje užeženosti ulja i masti. U vodi topljivi klorofilni preparati upotrebljavaju se u prehrambenoj industriji za bojenje kolača, želatine i pića, u kozmetičkoj industriji za bojenje paste za zube, a u farmaceutskoj industriji kao dodatak mastima ili otopinama za poticanje zarašćivanja ozljeda kože i za odstranjivanje neugodnog zadaha.

### Karoten
Karoten (C40H56) smjesa je karotena α, β i γ. Sastav ovisi o sirovini i postupku dobivanja. Najviše ima β-karotena (najčešće oko 85%), a najmanje γ-karotena (obično manje od 1%). Izomeri karotena imaju talište oko 180 °C, a teško se izoliraju jedan od drugog. Sirovi karoten (C.I. 75130) dobiva se iz korijena mrkve i iz ulja ploda afričke uljne palme (lat. Elaeis guinensis i drugih vrsta.) Osim toga, sirovi karoten nalazi se u sjemenkama djeteline, a zajedno s ksantofilom i klorofilom u djetelini, koprivi i nekim drugim biljkama. Izolacijom iz sirovina dobiva se kristalizirani karoten (od 75 do 90% karotena) ili uljni ekstrakt (od l do 20% karotena). Kristalizirani karoten i različite otopine karotena u biljnim uljima upotrebljavaju se za bojenje masti i ulja, sladoleda, mliječnih i farmaceutskih proizvoda, za vitaminiziranje margarina (β-karoten je provitamin A) i kao dodatak stočnoj hrani za mladunčad.

### Ksantofil
Ksantofil (grč. ξανϑός: žućkast, smeđ) je žuti do smećkasti pigment, oksidacijski produkt karotena, s kojim zajedno čini skupinu karotenoida. Molekula ksantofila sastoji se od dvaju iononskih prstenova koji nose po jednu –OH skupinu, a povezani su konjugiranim (povezanim) dvostrukim vezama. Poznat je žuti violaksantin u laticama maćuhice ili anteraksantin na prašnicama ljiljana. Zbog dobre topljivosti u mastima, često zajedno s karotenima, daju boju jestivim biljnim uljima. Jedan je od najraširenijih ksantofila lutein, koji se nalazi u kloroplastima listova u kojima apsorbira Sunčevu energiju (valna duljina od 400 do 500 nm) i dalje ju predaje klorofilima za reakcije fotosinteze, a prekomjernu apsorbiranu energiju oslobađa kao toplinu i time zaštićuje strukture kloroplasta.

### Flavon
Flavon (prema lat. flavus: žut) je žuti biljni pigment osjetljiv na svjetlo koji pripada skupini flavonoida. Molekula flavona (C15H10O2) sastoji se od jednoga heterocikličnog i dva ciklična prstena. Kod nekih jaglaca flavoni čine svijetle brašnaste prevlake na stabljikama i listovima. Svojom žutom bojom otopljenom u vakuolama stanica privlače oprašivače u zonu cvijeta. Derivati flavona (apigenin, luteolin i drugi) rašireni su među biljkama. Oni dobro upijaju (apsorbiraju) ultraljubičastu svjetlost (čineći flavonske glikozide) i time štite biljke od oštećenja ovom svjetlošću. Neke mahunarke (leptirnjače) ispuštaju flavone kroz korijenje u tlo, čime potiču prisutne bakterije vrsta Rhizobium na uspostavljanje simbioze.

### Antocijan
Antocijan (grč. ἄνϑος: cvijet + ϰύανος: modra boja) spada u skupinu organskih biljnih boja koje se nalaze otopljene u staničnom soku. Mijenjaju boju prema pH-vrijednosti soka: u kiselom su okruženju (ambijentu) obično crveni, a u lužnatome plavi. Najčešće se nalaze u laticama cvjetova, katkad u plodovima, u jesenjem lišću ili u podzemnim organima (na primjer cikla).

### Brazilin
Brazilin je prirodno bojilo, C16H1405, koje se dobiva redukcijom brazileina, koji kristalizira u blijedožutim iglicama. Brazilein, C16H1205 (CI 75280), kristalizira u obliku srebrnosjajnih listića. Topljiv je u alkalijama (tamnocrvena boja) i u vrućoj vodi (narančasta fluorescencija). Brazilein se nalazi u drveću roda Caesalpinia (lat. Caesalpinia crista, C. brasiliensis i druge). Upotrebljava se za bojenje vune i svile, a boja ovisi o močilu. Močilo s aluminijskim solima daje ljubičastu boju, s kositrenim solima narančastosmeđu, a sa željeznim solima ljubičastosivu. Metalni kompleksi služe kao pigmenti za izradu slikarskih boja. Brazilein se upotrebljava kao oksidometrijski indikator i za bojenje histoloških preparata.

### Hematoksilin
Hematoksilin je organsko prirodno bojilo koje u biologiji i medicini ima osobitu važnost za bojenje preparata jer boji samo određene dijelove stanica. Hematoksilin se nalazi u plavom drvetu kampečevini (lat. Lignum campechianum, L. haematoxyli). Upotrebljava se za bojenje i tiskanje pamuka, svile, poliamida, vune, krzna i kože. Dobiva se vrlo postojana plavocrna boja, te kao pigment za izradu crne tinte, tiskarskih i slikarskih uljenih boja. Hematoksilinski preparati mogu se upotrebljavati kao antioksidacijska sredstva za nezasićene masne kiseline, kao reagens za dokazivanje truljenja hrane, te za bojenje histoloških preparata. Oksidacijom hematoksilina na zraku nastaje hematein. Hematein je prirodno bojilo, C16H1206 (C.I. 75290), tvori crvene iglice koje se raspadaju na temperaturi višoj od 200 °C. Malo je topljiv u etanolu i eteru (žuta boja), te u vodi (crvena boja). Dobro je topljiv u alkalijama (modroljubičasta boja) i mineralnim kiselinama (crvena boja). Hematein čini sa solima teških metala složene spojeve, i to od modroljubičastih s bakrenim i kositrenim solima do crnih sa željeznim solima.

### Indigo
Indigo, C16H10O2N2 (C.I. 75780), talište od 390 do 392 °C, tvori plave iglice kristalizacijom iz otopine u kloroformu. Zagrijavanjem sublimira tvoreći crvenoljubičaste pare. Dobiva se iz tropskih mahunarki iz roda Indigofera (lat. Indigofera tinctoria, I. anil i druge), te iz modrog vrhovnika (lat. Isatis tinctoria). Sirovi se indigo prema boji naziva purpurnoljubičastim, plavoljubičastim, lijepoplavim i superlijepoplavim. Upotrebljava se za bojenje i tiskanje pamuka i vune.

### Alizarin
Alizarin (C.I. 75330) je bilo vrlo važno bojilo, pa se broć (bojadisarski broć, lat Rubia tinctorum) uzgajao na velikim površinama u Europi od 9. do potkraj šezdesetih godina 20. stoljeća kad su G. Graebe i K. Liebermann utvrdili kemijsku strukturu alizarina i tako omogućili njegovu sintezu i industrijsku proizvodnju, kojoj nije mogla konkurirati proizvodnja alizarina iz broća. Alizarin se upotrebljava za bojenje pamuka, vune i svile (uz močenje u aluminijskim solima u crveno, u kromnim solima u crvenosmeđe, a u željeznim solima u ljubičasto). Pamuk močen sulfatiranim uljem ricinusa upotrebom alizarina oboji se jarkocrveno. Složene soli alizarina s metalima služe kao pigmenti za izradu slikarskih boja i tinte, a ekstrakti kao bojila za histološke preparate.